# Twierdzenie Bella
Twierdzenie Bella (zwane też nierównością Bella) – twierdzenie dotyczące mechaniki kwantowej, pokazujące, w jaki sposób przewidywania mechaniki kwantowej różnią się od klasycznej intuicji. Jego autorem jest północnoirlandzki fizyk John Stewart Bell. Można je sformułować następująco:
Żadna lokalna teoria zmiennych ukrytych nie może opisać wszystkich zjawisk mechaniki kwantowej.
Bell sformułował to twierdzenie w 1964 roku w pracy „On the Einstein Podolsky Rosen paradox”, poświęconej paradoksowi EPR. Notabene ekwiwalentną argumentację przedstawiła w 1935 Grete Hermann, jednak jej publikacja została ponownie zauważona dopiero niedawno. Paradoks opiera się na założeniu, że parametry cząstek kwantowych mają wartości niezależne od aktów obserwacji i że oddziaływania fizyczne zachodzą ze skończoną prędkością. Bell pokazał, że to założenie (nazywane realizmem lokalnym) wymusza pewne statystyczne korelacje wyników pomiarów (nazywane nierównościami Bella), których mechanika kwantowa nie spełnia. Tym samym pokazał, że mechanika kwantowa jest sprzeczna z tym założeniem.

## Eksperymenty
Zgodnie z twierdzeniem Bella, albo mechanika kwantowa jest błędna, albo rzeczywistość nie spełnia założeń realizmu lokalnego. Twierdzenie nie rozstrzyga, która z tych możliwości zachodzi. Można to rozstrzygnąć jedynie eksperymentalnie. Ponieważ oryginalna nierówność Bella ma zastosowanie tylko do eksperymentów myślowych, w roku 1969 Clauser, Horne, Shimony i Holt opracowali jej ulepszoną wersję (nazwaną od ich nazwisk CHSH), której eksperymentalne przetestowanie jest możliwe. W kolejnych latach była ona wielokrotnie testowana i wszystkie testy dały wyniki zgodne z przewidywaniami mechaniki kwantowej, jednak nie pozwalają wykluczyć lokalnego realizmu z powodu luk interpretacyjnych: nieidealnych detektorów (gubią część cząstek, np. fotonów) lub małej odległości między obserwatorami (jest możliwa komunikacja między nimi w trakcie pomiaru).
Pierwszy test nierówności CHSH przeprowadzili Freedman i Clauser w 1972. Ulepszone eksperymenty zostały przeprowadzone przez grupę Alaina Aspecta na początku lat osiemdziesiątych. W 1998 roku Gregor Weihs wraz z zespołem przeprowadził eksperymenty z użyciem kwantowej losowości, pokazując złamanie nierówności CHSH o 30 odchyleń standardowych. W 2008 roku Salart z zespołem przeprowadzili eksperyment, w którym detektory oddalone były o 18 kilometrów, dzięki czemu pomiar został przeprowadzony, zanim informacja mogłaby przejść pomiędzy detektorami. Jednak wszystkie te eksperymenty posiadają nadal choć jedną ze wspomnianych wcześniej luk interpretacyjnych.
Z powodu względności splątania łamanie nierówności Bella może również mieć miejsce w układzie odniesienia, w którym splątanie nie występuje.

## Wnioski z twierdzenia
Twierdzenie Bella wynika z postulatu mechaniki kwantowej, że stanu splątanego dwóch cząstek nie da się sprowadzić do opisu stanów jego poszczególnych elementów. Pojedyncza cząstka z takiej pary, będąca w stanie maksymalnie splątanym, nie ma zdefiniowanego stanu. Twierdzenie mówi, że korelacje pomiędzy wynikami pomiarów parametrów takich cząstek mogą być silniejsze, niż gdyby ich stan był zdefiniowany. Nie daje to jednak możliwości przekazywania informacji szybciej niż z prędkością światła w próżni, a więc doświadczenia te nie obalają szczególnej teorii względności.
Istnieją teorie, które starają się obejść postulat braku realizmu, wprowadzając inne założenia. Przykładowo według teorii superdeterminizmu, niezależnie od typu przeprowadzanego eksperymentu, pomiar przeprowadzany na detektorach nie jest niezależny i istniejące korelacje nie umożliwiają wyciągnięcia wniosków statystycznych.

## Prezentacja twierdzenia Bella w formie gry

Schemat testu nierówności Bella: Źródło (S) wysyła parę fotonów do Alicji i Boba. Każde z nich mierzy polaryzację otrzymanego fotonu, ustawiając odpowiednio swój polaryzator (a i b) i odczytując, który z detektorów (D+ czy D-) odbierze foton. Wyniki są przesyłane do odbiorcy (CM) który zlicza statystyki dla każdego ustawienia polaryzatorów.

Wyobraźmy sobie grę, w której nasz przeciwnik przygotowuje trzy niewidoczne dla nas karty i twierdzi, że:
1. Pierwsza i druga karta są tego samego koloru
2. Druga i trzecia karta są tego samego koloru
3. Pierwsza i trzecia karta są różnych kolorów

Naszym zadaniem jest stwierdzenie, które z tych zdań jest fałszywe. Wskazujemy dowolne dwie karty, a przeciwnik je odkrywa. Jeśli odkryte karty będą sprzeczne z odnoszącym się do nich zdaniem, wygrywamy 2$. Jeśli będą zgodne, przegrywamy 1$.
Łatwo zauważyć, że wszystkie trzy zdania nie mogą być prawdziwe. Nawet jeśli będziemy całkowicie losowo wybierać karty do odkrycia, mamy co najmniej 1/3 szans na wykrycie fałszywego zdania. Nasza wartość oczekiwana tej gry wynosi co najmniej
{\displaystyle 1/3\cdot 2\$+2/3\cdot (-1\$)=0.}
Aby uniemożliwić przeciwnikowi oszukiwanie, wprowadzamy następującą modyfikację: przeciwnik musi przygotować dwie kopie kart i przesłać je do swoich pomocników: Alicji i Boba. My pytamy o jedną kartę pierwszego pomocnika, a o drugą drugiego. Aby fizycznie uniemożliwić tym pomocnikom komunikowanie się ze sobą, umieszczamy ich w dużej odległości od siebie i pytamy ich jednocześnie – wymagając odpowiedzi od razu, tak aby nie zdążyli przesłać do siebie informacji, o co zapytaliśmy, nawet z prędkością światła. Aby zapewnić, że dostali identyczne zestawy kart, dostajemy możliwość pytania ich o tę samą kartę i np. ustalamy, że jeśli odpowiedzi będą różne, wygrywamy 1 000 000 $.
W ten sposób, nawet jeśli przeciwnik nie daje pomocnikom ustalonych odpowiedzi, a jedynie jakieś instrukcje, jak odpowiadać, pomocnicy muszą podać kolory kart, bazując jedynie na tych instrukcjach i numerze karty, o którą pytamy. Można pokazać, że żaden zestaw instrukcji nie daje przeciwnikowi możliwości wygrywania.
Bell pokazał, że zgodnie z mechaniką kwantową przeciwnik może wygrywać.
Realizowane jest to w następujący sposób: przeciwnik przygotowuje parę cząstek splątanych w ten sposób, że pomiar ich spinu wzdłuż dowolnej osi daje wartość losową, ale pomiary obu wzdłuż tej samej osi daje zawsze identyczne rezultaty.
Formalnie rzecz biorąc, jest to maksymalnie splątany stan dwóch cząstek o spinie 1/2, tzw. singlet (z tym, że zakładamy, iż jeden z obserwatorów, np. Bob, po pomiarze lokalnej wartości składowej spinu zawsze zmienia znak otrzymanej eksperymentalnie wartości).
Cząstki są przesyłane w postaci kolejnych par do Alicji i Boba, każdy z nich otrzymuje jedną z danej pary. Dla każdej pary wykonują oni pomiary pewnej składowej spinu swojej cząstki.
Można obliczyć, że jeśli mierzą składowe spinu tych dwóch cząstek wzdłuż różnych osi, to w zależności od kąta pomiędzy tymi osiami wyniki dwóch pomiarów są ze sobą związane:
- jeśli osie są względem siebie pod kątem 60° – prawdopodobieństwo identycznego (po zamianie znaku przez Boba) wyniku wynosi 3/4,
- jeśli osie są względem siebie pod kątem 120° – prawdopodobieństwo identycznego jw. wyniku wynosi 1/4.

Cząstka A jest wysyłana do Alicji, a cząstka B do Boba. Pomocnicy traktują pytania o poszczególne karty jako instrukcje, wzdłuż jakiej osi zmierzyć wartość spinu swojej cząstki. Umawiają się wcześniej, że ich pomiary będą tylko w pewnej ustalonej płaszczyźnie, np. XY, gdzie kierunek Y to pion, a kierunek X jest poziomy.
- Pytanie o pierwszą kartę: wzdłuż osi odchylonej od pionu (Y) w lewo o 60°.
- Pytanie o drugą kartę: wzdłuż osi pionowej (Y).
- Pytanie o trzecią kartę: wzdłuż osi odchylonej od pionu w prawo o 60°.

Pomocnicy podają nam kolory kart zgodne z otrzymanym wynikiem (np. czerwona jeśli pomiar dał spin skierowany do góry i czarna jeśli dał spin skierowany w dół).
W efekcie odpowiedzi pomocników są skorelowane w następujący sposób:
- Jeśli spytamy o tę samą kartę – prawdopodobieństwo identycznego wyniku wynosi 100% (nasza szansa na wygranie wynosi 0%).
- Jeśli spytamy o sąsiednie karty – prawdopodobieństwo identycznego wyniku wynosi 75% (nasza szansa na wygranie wynosi 25%).
- Jeśli spytamy o pierwszą i trzecią kartę – prawdopodobieństwo identycznego wyniku wynosi 25% (nasza szansa na wygranie wynosi 25%).

Tym samym średnio nasza wartość oczekiwana gry (gdy nie pytamy o tę samą kartę) wynosi {\displaystyle 1/4\cdot 2\$+3/4\cdot (-1\$)=-1/4\$} (ten wzór obowiązuje zarówno w przypadku pytania o karty sąsiednie, jak i o pierwszą i trzecią). Oznacza to, że wbrew naszym wcześniejszym twierdzeniom przeciwnik ma strategię wygrywającą przy wielokrotnym prowadzeniu gry.
Ta sprzeczność ze zdroworozsądkowym dowodem, że nasza wartość oczekiwana gry jest nieujemna, jest właśnie przykładem złamania nierówności Bella. Choć pomocnicy nie mogą się komunikować ze sobą, splątane pary dają im możliwość skorelowania swoich zachowań w wystarczającym stopniu, aby wygrać w tej grze.